# Buitenpost vasútállomás
Buitenpost vasútállomás vasútállomás Hollandiában, Achtkarspelen városában.

## Vasútvonalak
Az állomást az alábbi vasútvonalak érintik:
- Harlingen–NieuweSchans-vasútvonal

## Kapcsolódó állomások
A vasútállomáshoz az alábbi állomások vannak a legközelebb:
- Zwaagwesteinde vasútállomás
- Grijpskerk vasútállomás